# Jeongak
Jeongak ist eine traditionelle Musik in Korea.
Die Musik kommt aus Zeiten noch vor der Joseon Periode (ab 1392). Sie besitzt den Charakter einer höfischen Musik der Oberklasse. Jeongak wird im Gegensatz zu Minsogak äußerst langsam gespielt. 
Man versucht hier, die Schlagrate dem menschlichen Atem anzugleichen, während beim Minsogak der Herzschlag den Takt vorgibt. Wegen der Langsamkeit fühlt sich Jeongak eher statisch und meditativ an, der Klang ist weich und ruhig. Dies ergibt sich daraus, dass die traditionellen Instrumente aus nichtmetallischen Materialien gebaut sind. So sind zum Beispiel Saiteninstrumente mit Saiten aus Seide bestückt und fast alle Blasinstrumente bestehen aus Bambus.
Die Musik unterteilt sich in drei Varianten:
Hyangak
Es stammt aus der Zeit der drei Königreiche (57 v. Chr. bis 668 n. Chr.) und wurde von gewöhnlichen Menschen am königlichen Hof vorgeführt, die neueren Hyangak Lieder stammen aus dem 15. Jahrhundert als diese Art der Musik nochmal populär wurde
Dangak
Diese Musik kam aus dem China der Tang-Zeit nach Korea und war um (668–935) populär. Es entwickelte sich zu einer Mischung aus chinesischen und koreanischen Einflüssen. Charakteristisch war ein zugehöriger Tanz der Dangak Jeonjae. Eine der erfolgreichsten Kompositionen heißt Nakyangchun. Eine populäre Variante stammt aus dem Jahr 1962 von dem deutschen Komponisten koreanischer Herkunft Yun I-sang
A-ka
Dieser Stil wurde von ritueller chinesischer Musik inspiriert. Diese Musik ist heute in China ausgestorben, kam aber im 12. Jahrhundert nach Korea, wo es mit dem Konfuzianismus nach 1392 populär wurde-